# Oswald Sickert

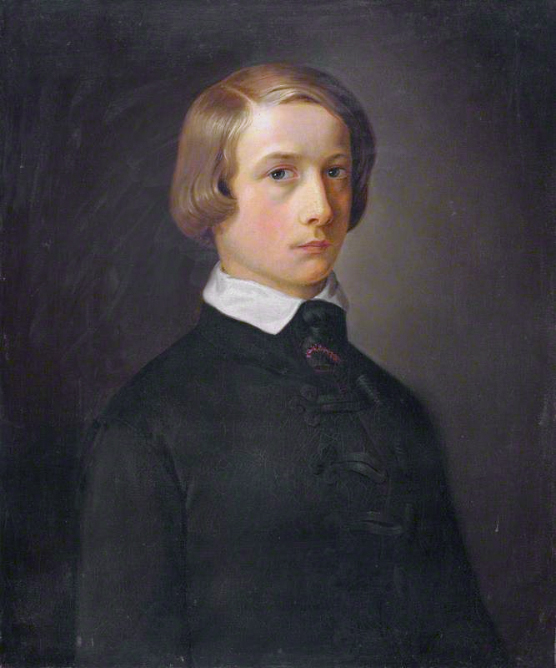
Selbstporträt, um 1844

Oswald Adalbert Sickert (* 21. Februar 1828 in Altona; † 11. November 1885 in London) war ein dänisch-deutscher Maler.

## Leben und Werk
Sickert war der Sohn des Malers Johann Jürgen Sickert aus Flensburg und wuchs in Altona auf, wo er bei Carl Friedrich Kroymann an der Sonntagsschule Zeichenunterricht erhielt. Mit 16 Jahren brachte ihn sein Vater im September 1844 nach Kopenhagen, wo er bis 1846 an der Königlich Dänische Kunstakademie Schüler von Johann Ludwig Lund und Christoffer Wilhelm Eckersberg war. Im April 1847 wechselte er an die Kunstakademie München. Von 1852 bis 1854 war er in Hamburg als Porträtist und Illustrator für die humoristische Wochenzeitschrift Asmodi tätig. 1854 ging er für ein halbes Jahr als Eleve des Malers Thomas Couture nach Paris, wo er u. a. mit seinen Landsleuten Christian Carl Magnussen und Moritz Delfs verkehrte. Sein Vater gab ihm die Empfehlung mit auf dem Weg: „Male gut und schnell“. Nach seiner Rückkehr aus Paris arbeitete er in München neun Jahre als Zeichner für die Fliegenden Blätter. Seit 1854 pflegte Sickert eine komplizierte Freundschaft zur Engländerin Eleanor Henry, die er 1859 auf einer Reise nach London heiratete. In München wurde am 31. Mai 1860 der Sohn Walter Sickert geboren, später einer der bedeutendsten Impressionisten Englands. Ein weiterer Sohn Bernhard Sickert wurde ebenfalls Maler. Zum Freundeskreis der Eltern gehörten die Maler Cäsar Willich, Victor Müller und Wilhelm Füssli, die Sickert von Paris her kannte. Die Sickerts führten ein gastfreies Haus, in dem auch die Mitglieder der englischen Kolonie in München verkehrten, darunter Edward Wilberforce und der Anthropologe Heinrich Ranke, der mehrere Jahre als Arzt am Deutschen Hospital in London gearbeitet hatte.
1868 wanderte Oswald Sickert mit seiner Familie nach England aus, weil er befürchtete, dass seine Söhne einen Militärdienst abzuleisten hätten, nachdem Schleswig-Holstein, zu dem sein Geburtsort Altona gehörte, preußische Provinz geworden war. Sickert ließ sich naturalisieren und wohnte in London zunächst in Notting Hill und später in Kensington. Er schuf etliche dramatische Werke der Malerei und war Genre- und Landschaftsmaler und regelmäßig in der Dudley Gallery und gelegentlich in der Royal Academy of Arts aus. Sickert und seine Frau waren hochmusikalisch und gaben Hauskonzerte, an denen sich auch der Maler Otto Scholderer beteiligte, den er ebenfalls seit seinem Studium in Paris kannte. Scholderer schuf um 1876 ein Porträt von Oswald Sickert (Hamburger Kunsthalle). Zu den Gästen im Hause Sickert gehörte ein Kreis, der die Idee des Sozialismus einte, hierzu zählten die Schriftsteller Henry Hyndman, Oscar Wilde, George Bernhard Shaw und die Maler William Holman Hunt, Edward Burne-Jones und William Morris mit ihren Frauen.